# Christoph Jacob Haag
Christoph Jacob Haag (* 9. Februar 1775; † April 1848) war ein Politiker der Freien Stadt Frankfurt.
Christoph Jacob Haag war Metzgermeister in Frankfurt am Main. Von 1804 bis 1848 war er als Ratsverwandter Mitglied im Senat der Freien Stadt Frankfurt. Von 1817 bis 1827 war er Mitglied des Engeren Rates. Er gehörte dem Gesetzgebenden Körper 1818 an. 